# Thereva nebulosa
Thereva nebulosa är en tvåvingeart som beskrevs av Krober 1912. Thereva nebulosa ingår i släktet Thereva och familjen stilettflugor.
Artens utbredningsområde är Kalifornien. Inga underarter finns listade i Catalogue of Life.